# サバンナ駅
サバンナ駅（英語：Savannah Station）は、アメリカ合衆国ジョージア州サバンナ シーボード・コーストライン・ドライブ2611にある駅。 全米各地を結ぶ旅客鉄道のアムトラックが乗り入れている。

## 概要
サバンナ駅はサバンナ川の西、市街地の北西に位置している。当駅は州間高速道路の建設のために、1963年に取り壊された旧サバンナ・ユニオン駅を代替するためにサバンナ地方局、市の再開発機関によって1962年に建設された。

## 利用可能な鉄道路線／列車
アムトラックの停車する列車は下記の通り。
ニューヨークとマイアミ間の夜行長距離列車シルバー・メティオ号…1日1往復停車
ニューヨークとマイアミ間の夜行長距離列車シルバー・スター号…1日1往復停車
ニューヨークとサバンナ間の昼行長距離列車パルメット号…1日1往復発着